# Münster-Pluggendorf

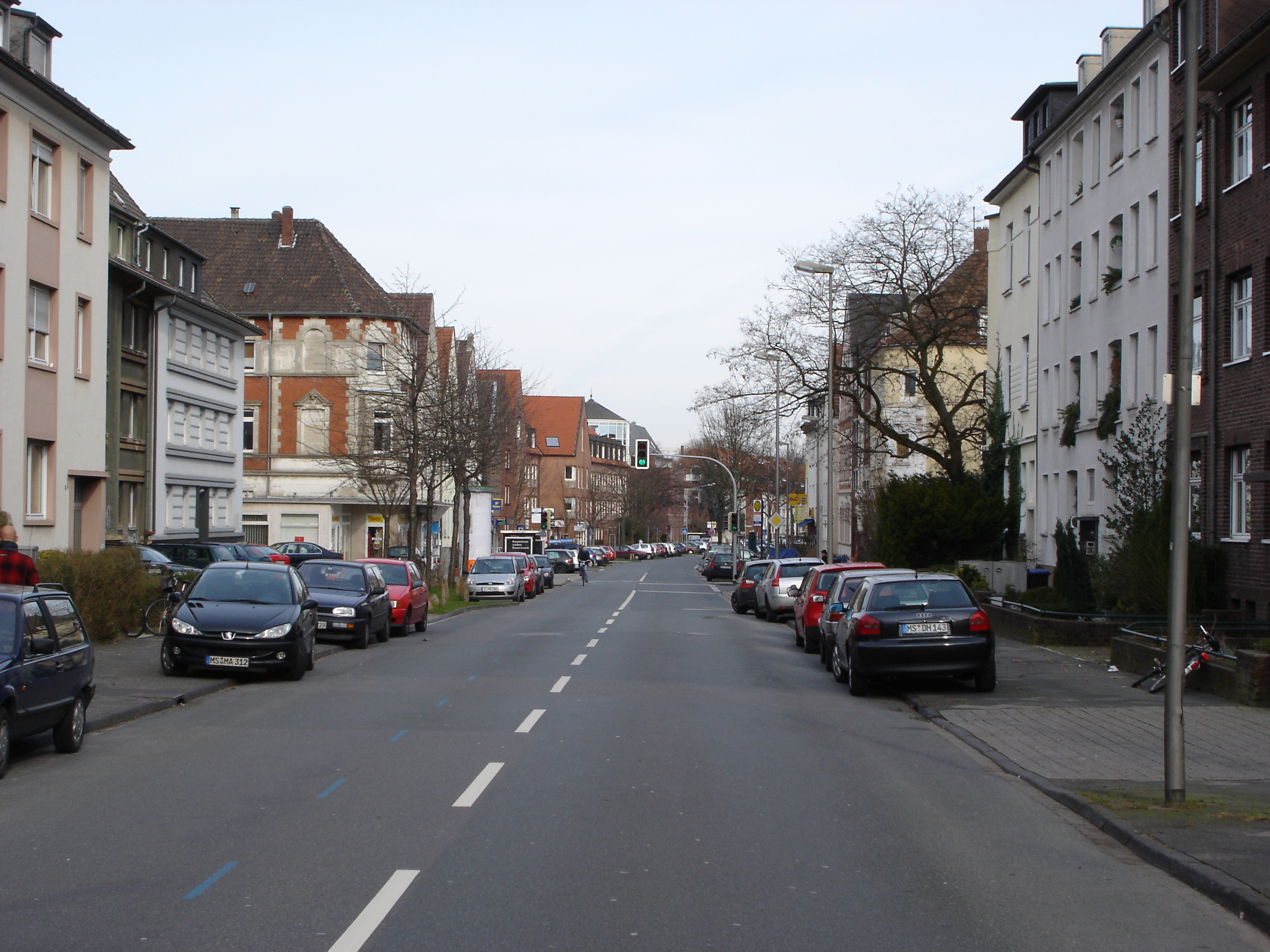
Blick in die Scharnhorststraße in nordöstlicher Richtung in Pluggendorf.

Pluggendorf ist ein Stadtviertel, beziehungsweise im offiziellen Sprachgebrauch Wohnbereich, der westfälischen Stadt Münster. Es gehört zum Kernbereich der Stadt und ist somit Teil des Stadtbezirks Mitte. Das Stadtviertel deckt sich nahezu mit dem gleichnamigen statistischen Bezirk, der zum Ende des Jahres 2003 eine Bevölkerung von rund 2.400 Einwohnern bei einer Fläche von 0,53 km² aufwies. Neben seiner Funktion als Wohnviertel befinden sich mehrere öffentliche Einrichtungen in Pluggendorf, darunter die Handwerkskammer Münster, das Studentenwerk mit der Mensa am Aasee, die Jugendherberge, die Apothekerkammer Westfalen-Lippe oder auch einige universitären Einrichtungen der Universität Münster an der Scharnhorststraße.
Das Stadtviertel Pluggendorf liegt südwestlich des Aegidiitores der ehemaligen mittelalterlichen Stadtbefestigung, die durch die Promenade gut zu erkennen ist. Auf diesem Gelände standen während des Mittelalters und der Frühen Neuzeit die Kornmühlen am Lauf der Münsterschen Aa, bevor diese ins eigentliche Stadtgebiet eintrat. Das heutige Pluggendorf wird in nordwestlicher Richtung durch den Aasee, im Süden durch die Bundesstraße 54 (Kolde-Ring) und im Osten maßgeblich durch die Weseler Straße begrenzt. Hauptverkehrsachse im Viertel ist die Scharnhorststraße, die sich in nordwestlicher Richtung quer durch Pluggendorf zieht.
Der Begriff Pluggen bezeichnet Pfähle, auf denen früher die Häuser dort gebaut wurden. Ein Großteil von Pluggendorf war Sumpfland.
Im Stadtteil Pluggendorf finden sich die Straßen An den Mühlen und An den Bleichen. Hier wurde früher Wäsche gewaschen (also gebleicht) und es stand dort die Pluggendorfer Mühle.
Pluggendorf war neben dem Herz-Jesu-Viertel (auch: Klein-Muffi), dem Sonnenstraßenviertel und dem Kuhviertel eines von vier Wohnquartieren, in denen die rotwelsche Masematte gesprochen wurde. In allen vier Vierteln lebten Münsteraner mit „sozial niedrigem Status“ als Ausgegrenzte.

## Statistik
Strukturdaten der Bevölkerung in Pluggendorf am 31. Dezember 2020:
- Bevölkerungsanteil der unter 20-Jährigen: 7,3 % (Münsteraner Durchschnitt: 17,4 %)[3]
- Bevölkerungsanteil der mindestens 60-Jährigen: 19,5 % (Münsteraner Durchschnitt 23,5 %)[4]
- Ausländeranteil: 8,3 % (Münsteraner Durchschnitt: 10,9 %)[5]